# Kaufmann Desert House
 Kaufmann House (o Kaufmann Desert House) es una casa ubicada en Palm Springs, California, que fue diseñada por el arquitecto Richard Neutra en 1946. 
Fue uno de los últimos proyectos domésticos diseñados por Richard Neutra, pero también es posiblemente uno de sus hogares más arquitectónicamente notables y famosos. 
Es "uno de los ejemplos más importantes de arquitectura de estilo internacional en los Estados Unidos y el único que aún está en manos privadas", y en 2008 se ofreció a la venta.

## Descripción
Esta casa de vacaciones de cinco dormitorios y cinco baños en Palm Springs, fue diseñada para enfatizar la conexión con el paisaje desértico mientras ofrece refugio contra las condiciones climáticas adversas.  Las grandes paredes corredizas de vidrio abren los espacios de estar y el dormitorio principal a los patios adyacentes.  Las principales salas al aire libre están rodeadas por una fila de aletas verticales móviles que ofrecen una protección flexible contra las tormentas de arena y el calor intenso. 
En el centro de la casa se encuentra una sala de estar y comedor, aproximadamente cuadrada.  Mientras que la casa favorece un eje este-oeste, cuatro largas alas perpendiculares se extienden en cada dirección cardinal hacia las áreas de vivienda.  La ubicación cuidadosa de las habitaciones más grandes al final de cada ala ayuda a definir las habitaciones exteriores adyacentes, con circulación dentro y fuera. 
El ala sur se conecta al ámbito público e incluye un garaje y dos pasillos largos y cubiertos. Estas pasarelas están separadas por un enorme muro de piedra y conducen a las entradas públicas y de servicio, respectivamente. El ala este de la casa está conectada al espacio habitable por una galería interna orientada hacia el norte y alberga un dormitorio principal. Al oeste, se accede a una cocina, espacios de servicio y cuartos de personal mediante un corredor cubierto. En el ala norte, otra pasarela abierta pasa a lo largo de un patio exterior, que conduce a dos habitaciones. 

## Historia
El hogar fue encargado por Edgar J. Kaufmann, Sr., un magnate de los grandes almacenes de Pittsburgh como retiro en el desierto de los duros inviernos, y fue construido en 1946. Se hizo famoso por las fotos de 1947 de Julius Shulman.  Una década antes, Kaufmann le encargó a Frank Lloyd Wright la construcción de Fallingwater en Pennsylvania . 

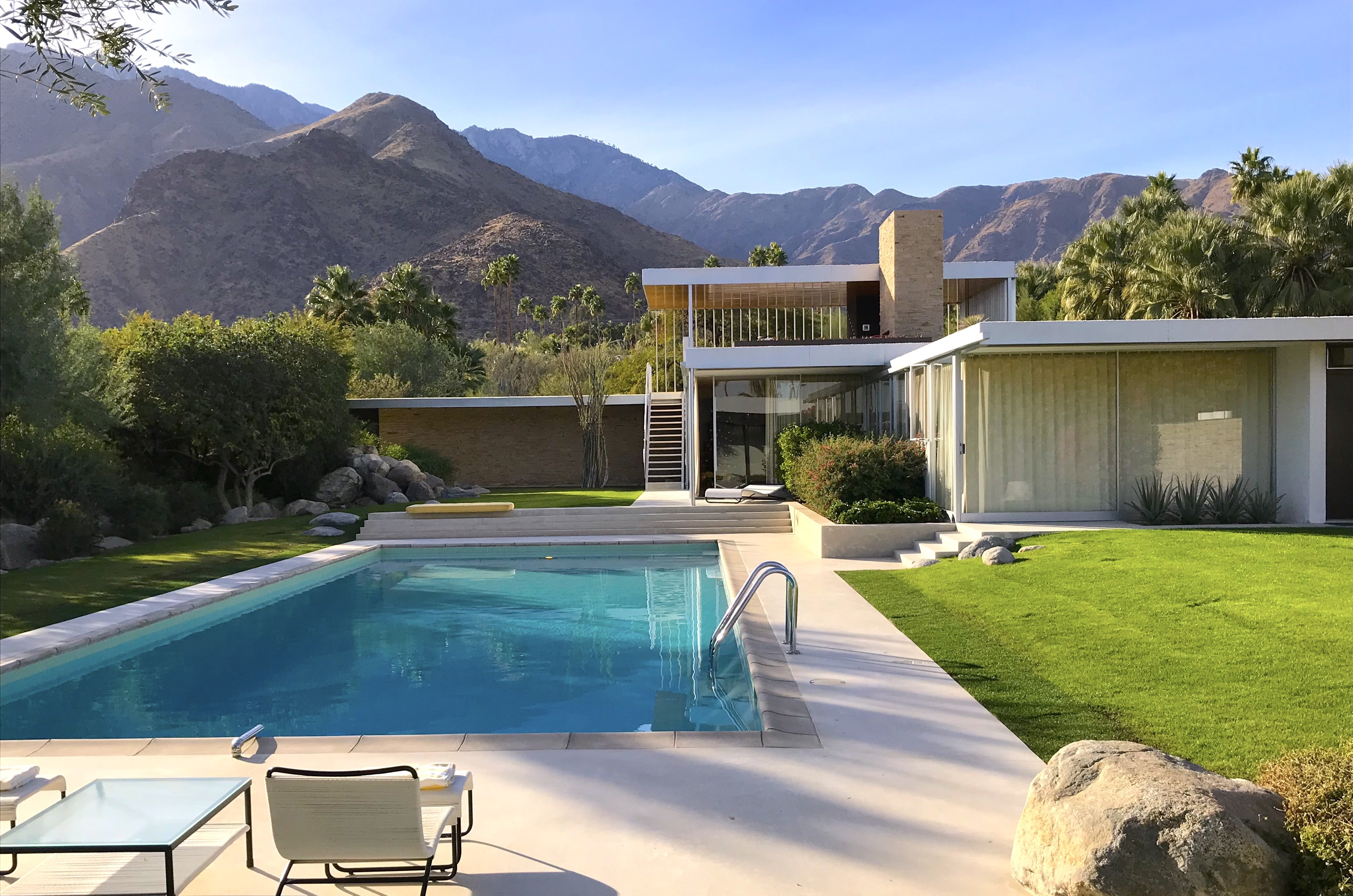
Kaufman Desert Home

Después de que Kaufmann muriera en 1955, la casa quedó vacante por varios años.  Luego tuvo una serie de propietarios, incluyendo el cantante Barry Manilow y el dueño de los San Diego Chargers, Eugene V. Klein, y tuvo varias renovaciones.  Estas renovaciones incluyeron un patio, agregaron un papel tapiz floral a las habitaciones y quitaron una pared para agregar una sala multimedia; Además, las líneas del techo se modificaron con la adición de unidades de aire acondicionado .  En 1992, la casa fue redescubierta y comprada por un matrimonio: Brent Harris, gerente de inversiones, y Beth Edwards Harris, historiadora de la arquitectura. En ese momento había estado en venta en el mercado tres años y medio.
Los Harris compraron la casa por 1.5 millones de dólares, luego buscaron restaurar la casa a su diseño original. Neutra murió en 1970 y los planes originales no estaban disponibles, por lo que la pareja trajo a los arquitectos de Los Ángeles Leo Marmol y Ron Radziner para restaurar el diseño. En busca de pistas sobre el diseño original, los Harris examinaron los extensos archivos de Neutra en UCLA, encontraron documentos adicionales en la Universidad de Columbia y pudieron trabajar con Shulman para acceder a algunas de sus fotos nunca impresas del interior de la casa.  Pudieron obtener piezas de los proveedores originales de pintura y accesorios y compraron una máquina de engarzado de metal para reproducir la fascia de chapa que se alineaba en el techo. 
Además, los Harris pudieron volver a abrir una sección cerrada de una cantera de Utah para obtener la piedra correspondiente para reemplazar lo que había sido removida o dañada. Para ayudar a restaurar la zona de influencia del desierto que Neutra había previsto para la casa, los Harris también compraron varias parcelas contiguas para duplicar el terreno de 3200 pies cuadrados (297,3 m²) alrededor de la casa. 
Reconstruyeron una casa de la piscina que sirve como un pabellón de observación para la casa principal, y mantuvieron una cancha de tenis que fue construida en un paquete agregado a la propiedad original de Kaufmann.
Después de que los Harris se divorciaran, la casa se vendió el 13 de mayo de 2008 por 15 millones de dólares en una subasta de Christie's como parte de una venta de arte contemporáneo de alto perfil.  La casa tenía un valor estimado de preventa de 15 millones a 25 millones. La venta más tarde fracasó, ya que el oferente incumplió los términos del acuerdo de compra.
En octubre de 2008, la casa se cotizó en venta por 12.95 millones de dólares.
La restauración de Marmol Radziner + Associates fue alabada por la crítica. Hoy en día, muchos críticos ubican la Casa Kaufmann entre las casas más importantes del siglo XX en los Estados Unidos, como las Fallingwater, Robie House, Gropius House, Gamble House y la Case Study House N.º 22. La casa Kaufmann se incluyó en una lista de las 10 mejores casas de todos los tiempos en Los Ángeles, a pesar de su ubicación en Palm Springs, en una encuesta de expertos de Los Angeles Times en diciembre de 2008.

## Otras lecturas
- Friedman, Alice T. (c. 2010). «2. Palm Springs Eternal: Richard Neutra's Kaufmann Desert House». American Glamour and the Evolution of Modern Architecture. New Haven, CN: Yale University Press. pp. 262. ISBN 978-0300116540.